# Syringodium filiforme
Syringodium filiforme is een soort zeegras uit de familie Cymodoceaceae. De soort vormt weiden in ondiepe zanderige of modderige bodems in de Caraïbische Zee en de Golf van Mexico. Verder wordt de soort ook gevonden bij de Bahama's, Bermuda en het Caribisch deel van het Koninkrijk der Nederlanden. De soort staat op de Rode Lijst van de IUCN geklasseerd als 'niet bedreigd'.